# Ērģeme
Ērģeme (deutsch Ermes) ist ein Dorf im Verwaltungsbezirk Valkas novads in Lettland mit 319 Einwohnern (2015). Es liegt an der Grenze zu Estland.

## Geschichte

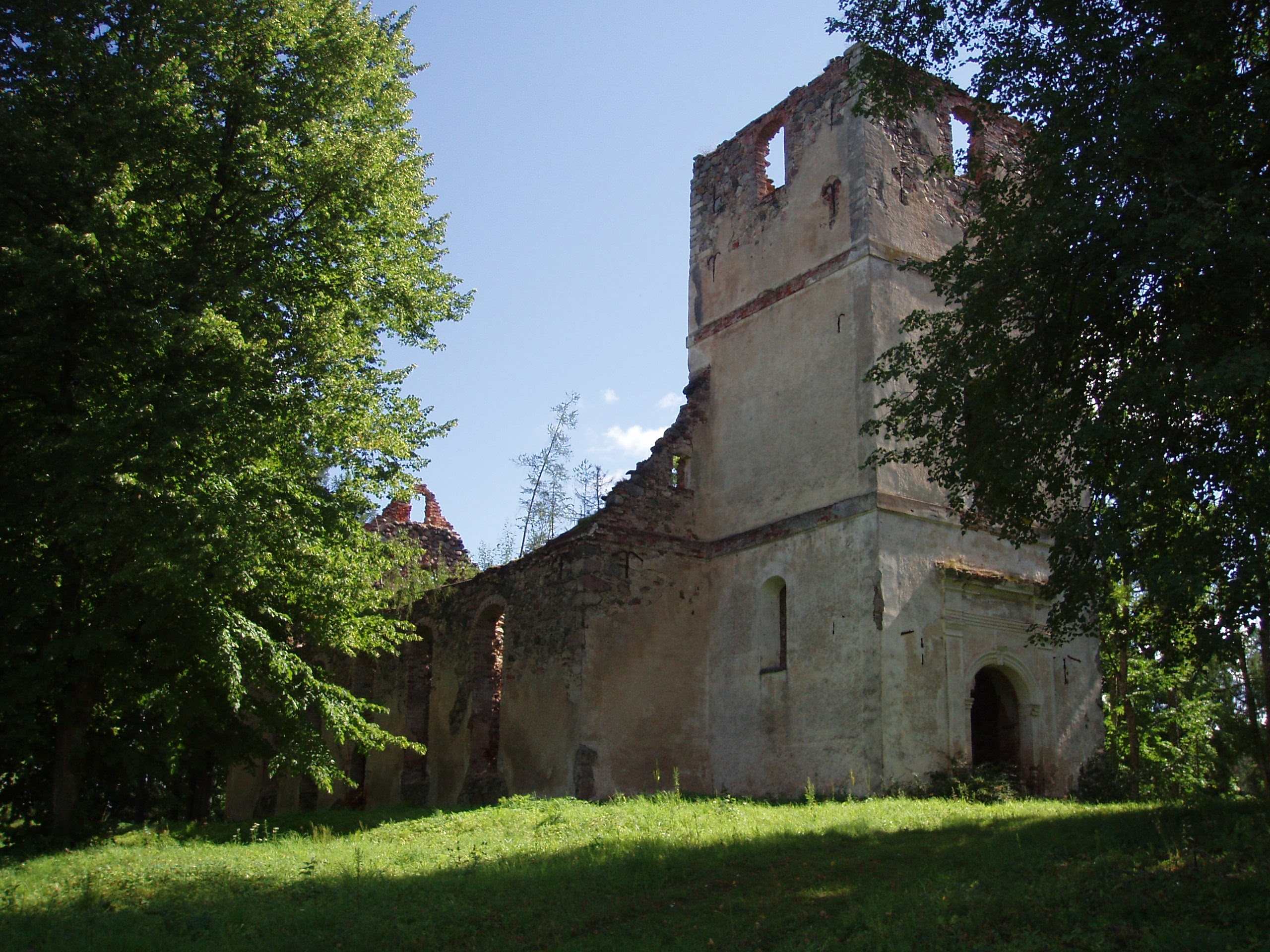
Ruine der Kirche von Ērģeme

Im 14. Jahrhundert wurde hier die Burg Ermes des Livländischen Ordens errichtet, die nach einem Brand im Jahre 1670 nur noch als Ruine erhalten ist. Im Livländischen Krieg fand 1560 in der Nähe der Burg die Schlacht bei Ermes statt, in der die Ordensritter entscheidend von den Russen besiegt wurden. Der Ort ist Zentrum einer Landgemeinde mit 941 Einwohnern (2013).
Die 1763 erbaute Evangelisch-Lutherische Kirche von Ērģeme wurde 1944 zerstört und ist seitdem Ruine.

## Söhne des Ortes
- Hermann von Walter (1864–1902), deutsch-baltischer Arzt und Polarforscher